# Hyundai Ioniq 5
La Hyundai Ioniq 5 (stilizzato IONIQ 5) è un'autovettura elettrica prodotta dalla casa automobilistica sudcoreana Hyundai Motor Company a partire dal 2021.
È la prima autovettura ad essere commercializzato con il sottomarchio Ioniq, mantenendo comunque ancora il logo Hyundai. È stata presentata il 23 febbraio 2021.

## Descrizione
La vettura è stata anticipata dalla concept car Hyundai Concept 45EV, che è stata presentata al Salone dell'automobile di Francoforte nel settembre 2019.
È il primo veicolo del costruttore sudcoreano a essere basato sulla piattaforma elettrica denominata Hyundai Electric-Global Modular Platform (E-GMP). La piattaforma consente al veicolo di avere un pavimento completamente piatto con un passo lungo 3 metri. Il pavimento piatto ha consentito agli ingegneri Hyundai di sviluppare un tunnel centrale scorrevole, in grado di scorrere all'indietro di 140 mm. La capacità di carico è di 531 litri, la quale ribaltando i sedili posteriori può essere aumentata a circa 1600 litri.
Il cruscotto è costituito da due schermi da 12 pollici, uno per il display del quadro strumenti e l'altro per il sistema di infotainment. La Ioniq 5 è dotata di un head-up display con supporto per la realtà aumentata. Molte delle componenti che costituiscono gli interni e l'abitacolo sono realizzate con materiali riciclati. Il tetto è costituito da un unico grande pannello di vetro.
Lo Ioniq 5 dispone anche di un piccolo bagagliaio posto sotto il cofano anteriore, che ha una capacità di 57 litri per la versione a trazione posteriore, mentre su tutte le versioni a trazione integrale a causa degli ingombri dovuti al secondo motore elettrico, ha una capacità di 24 litri.

## Caratteristiche tecniche

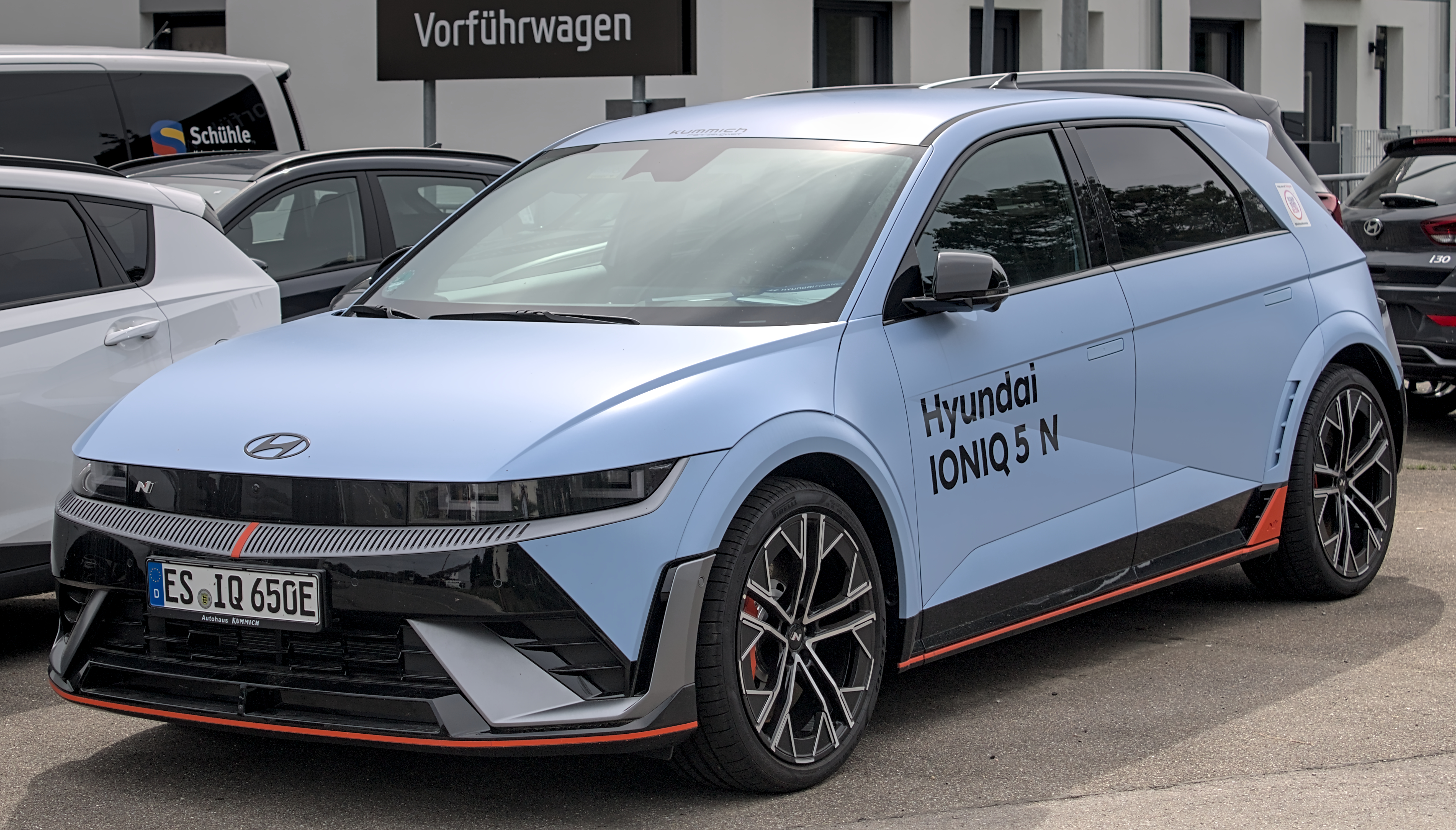
Ioniq 5 N

Ioniq 5 è disponibile in due versioni a trazione posteriore o integrale, con due livelli di potenza ciascuna. La versione a trazione posteriore ha il motore posizionato al retrotreno con potenza di 170 o 218 CV, mentre la integrale dispone di un altro motore elettrico supplementare posto sull'avantreno per un totale di 235 o 306 CV. Il veicolo è disponibile con due opzioni di capacità della batteria da 58 kWh e 72,6 kWh, mentre la versione nordamericana sarà disponibile solo con una batteria da 77,4 kWh. Tutte le Ioniq 5 ha una velocità massima autolimitata a 185 km/h.
La batteria può essere caricata dal 10% all'80% in 18 minuti grazie ad un sistema di ricarica veloce da 800 Volt utilizzando un caricabatterie da 350 kW. Con una ricarica di cinque minuti, si ottiene un'autonomia dichiarata di 100 km secondo gli standard WLTP.